# Neuseeländische Eishockeynationalmannschaft der Frauen
Die neuseeländische Eishockeynationalmannschaft der Frauen ist die nationale Eishockey-Auswahlmannschaft Neuseelands im Fraueneishockey. Nach der Weltmeisterschaft 2022 liegt die Mannschaft auf dem 35. Rang der IIHF-Weltrangliste.

## Geschichte
Die neuseeländische Eishockeynationalmannschaft der Frauen nimmt seit der Weltmeisterschaft 2005 am Spielbetrieb der Internationalen Eishockey-Föderation teil. Bei ihren ersten drei WM-Teilnahmen belegten die Neuseeländerinnen jeweils den Zweiten bzw. Dritten Platz der Division IV.
Da die Divisionen III bis V bei der WM 2009 nicht ausgespielt wurden und 2010 aufgrund der Austragung der Olympischen Winterspiele in Vancouver ohnehin keine Frauen-WM stattfand, bestritt Neuseeland 2011 erstmals nach drei Jahren wieder ein WM-Spiel und gewann das in Reykjavík ausgetragene Turnier der Division IV. Durch diesen Erfolg und die Umstellung der Divisionen auf das System, das bei den Herren ebenfalls zur Anwendung kommt, spielen die Neuseeländerinnen seither in der A-Gruppe der Division II. Nach dem letzten Platz bei der Weltmeisterschaft 2015 und dem damit verbundenen Abstieg, muss die Mannschaft 2016 in der B-Gruppe der Division II antreten.

## Platzierungen

### Bei Weltmeisterschaften
- 2005 – 2. Platz Division IV
- 2007 – 3. Platz Division IV
- 2008 – 2. Platz Division IV
- 2011 – 1. Platz Division IV
- 2012 – 4. Platz Division II, Gruppe A
- 2013 – 4. Platz Division II, Gruppe A
- 2014 – 5. Platz Division II, Gruppe A
- 2015 – 6. Platz Division II, Gruppe A
- 2016 – 5. Platz Division II, Gruppe B
- 2017 – 3. Platz Division II, Gruppe B
- 2018 – 4. Platz Division II, Gruppe B
- 2019 – 2. Platz Division II, Gruppe B
- 2020 – 3. Platz Division II, Gruppe B
- 2021 – keine Austragung
- 2022 – keine Teilnahme
- 2023 – 3. Platz Division II, Gruppe B
- 2024 – 4. Platz Division II, Gruppe B
- 2025 – 2. Platz Division II, Gruppe B